# Simorhinella
Simorhinella — це вимерлий рід тероцефалових терапсид пізньої пермі в Південній Африці. Він відомий з одного виду, Simorhinella baini, названого південноафриканським палеонтологом Робертом Брумом у 1915 році. Брум назвав це на основі однієї скам'янілості, зібраної Британським музеєм природної історії в 1878 році, яка включала череп і щелепи вперед від очних западин. Череп незвичайний тим, що має надзвичайно коротку та глибоку морду, на відміну від довшої та нижчої морди більшості інших тероцефалів. Через особливість черепа класифікація Simorhinella серед Therocephalia є невизначеною. Однак дослідження 2014 року припустило, що він був тісно пов’язаний з базальним тероцефалом Lycosuchus, помістивши його в родину Lycosuchidae.